# Thomas Borchert
Thomas Borchert (Essen, 20 luglio 1966) è un attore teatrale, cantante e compositore tedesco, specializzato nel genere musical.

## Biografia
Nel 1988 Borchert vince un premio con la sua rock band, i Cakewalk, in un concorso indetto dalla rete nazionale tedesca della NDR. Terminate le scuole superiori lo stesso anno, Thomas si iscrive alla Stage School of Music, Dance and Drama di Amburgo. Il suo primo ruolo in una produzione professionistica è quello del Rum Tum Tugger nel musical di Andrew Lloyd Webber Cats nel 1990-1991.
È sposato dal 2005 con la violinista Rebecca Thümer, e ha un figlio dal suo precedente matrimonio.

## Teatro[1]
- 1990 - 1991: Cats – nel ruolo di Rum Tum Tugger
- 1991: You're a Good Man, Charlie Brown (Amburgo) – nel ruolo di Snoopy
- 1991: The Rocky Horror Show (Amburgo) – nel ruolo di Frank N. Furter
- 1992: Jesus Christ Superstar – nel ruolo di Giuda
- 1992 - 1994: Elisabeth (Vienna) – nel ruolo di Luigi Lucheni
- 1994 - 1996: Buddy – The Buddy Holly Story (Amburgo) – nel ruolo di Buddy Holly
- 1996 - 1997: Evita (Schwäbisch Hall) – nel ruolo di Che Guevara
- 1997 - 1998: Elisabeth (musical)|Elisabeth (Vienna) – nel ruolo della Morte
- 1998 - 1999: Les Misérables (Duisburg) – nel ruolo di Jean Valjean
- 1999 - 2000: Mozart! (Vienna) nel ruolo di Leopold Mozart
- 2000 - 2001: Mozart! (Vienna) nel ruolo di Hieronymus von Colloredo
- 2001 - 2002: Judy - Somewhere over the Rainbow (Vienna) – tutti i principali ruoli maschili
- 2001 - 2003: Jekyll & Hyde (Vienna) – nel ruolo di  Henry Jekyll & Edward Hyde
- 2002: Divas (Vienna) – nel ruolo di Herb Hammerschmidt, King of Entertainment
- 2003: Sogno di una notte di mezza estate (Rosenburg) - nel ruolo di Oberon & Theseus
- 2003 - 2005: Tanz der Vampire (Amburgo) – nel ruolo di Graf Von Krolock
- 2004: Elisabeth (Trieste operetta festival) – nel ruolo della Morte
- 2005 - 2006: Dracula, the Musical (St. Gallen) – nel ruolo del Conte Dracula
- 2005: The Phantom of the Opera (Essen) – nel ruolo del Fantasma
- 2006: Best of Musical (Tour) – come solista
- 2006 - 2008: Dance of the Vampires (Berlino) – nel ruolo di Graf von Krolock
- 2007: Best of Musical (Tour) – come solista
- 2007: Dracula, the Musical (Graz music festival) – nel ruolo del Conte Dracula
- 2008: Novecento - Die Legende vom Ozeanpianisten (Amburgo) – nel ruolo di Novecento
- 2008: Gigi - Das Musical (Londra) – nel ruolo di Gaston
- 2008: Novecento - The Legend of the Red Pianist (Tour) – nel ruolo di Novecento
- 2009: The Count of Monte Cristo (St. Gallen) – nel ruolo di  Edmond Dantès
- 2009: Dance of the Vampires (Vienna) – nel ruolo di Graf Krolock
- 2011: Rebecca (Stoccarda) - nel ruolo di Maxim de Winter
- 2012: Dance of the Vampires (Berlino) - nel ruolo di Graf von Krolock
- 2013: Les Misérables (Duisburg) – nel ruolo di Jean Valjean

## Discografia
- Jim Steinman: Tanz der Vampire.[2004]
- Deluxe [2004]
- Frank Wildhorn: Jekyll & Hyde (highlights).  [2002]
- Buddy. Sony Music Entertainment [1994]

## Riconoscimenti
Borchert ha vinto nel 2002 il German Musical Award per la sua interpretazione in Jekyll & Hyde.